# Aphelandra lamprantha
Aphelandra lamprantha är en akantusväxtart som beskrevs av Emery Clarence Leonard. Aphelandra lamprantha ingår i släktet Aphelandra och familjen akantusväxter. Inga underarter finns listade i Catalogue of Life.